# Ифианасса (дочь Прета)
Ифиана́сса (др.-греч. Ίφιάνασσα) — в греческой мифологии дочь тиринфского царя Прета и его жены Сфенебеи.

## Мифология
Согласно мифу, Ифианасса родилась в семье царя Тиринфа Прета, у которого, кроме неё, было ещё две дочери — Ифиноя и Лисиппа.
По одной из версий, сёстры рассердили бога Диониса, потому что не принимали участие в обрядах в его честь. По другой версии — разгневали богиню Геру то ли своим чрезмерным любвеобилием, то ли кражей золота с изваяния богини. Как бы там ни было, но на небесах были крайне недовольны поведением сестёр, и в наказание боги лишили их разума. Сойдя с ума, Ифианасса и её сёстры сбежали из дому, в исступлении скитались по пустыне, как вакханки, бродили по горам. Вели себя они самым непредсказуемым образом, нападали на встречавшихся на их пути людей. Вскоре было замечено, что помешательство распространяется и на других местных женщин. Царь Прет был сильно обеспокоен. Он призвал на помощь прорицателя Мелампода, велел ему поймать дочерей и излечить от этой напасти. Мелампод организовал погоню за сёстрами. Ифианасса и Лисиппа были схвачены, а Ифиною ждала печальна судьба: она не перенесла пути и умерла. Тем временем Мелампод пригнал женщин в Сикион, вылечил, а затем очистил, окунув в священный колодец. Впоследствии Ифианасса вышла замуж за брата Мелампода Бианта.